# Bombolla
|  | Per a altres significats, vegeu «bombolla (desambiguació)». |

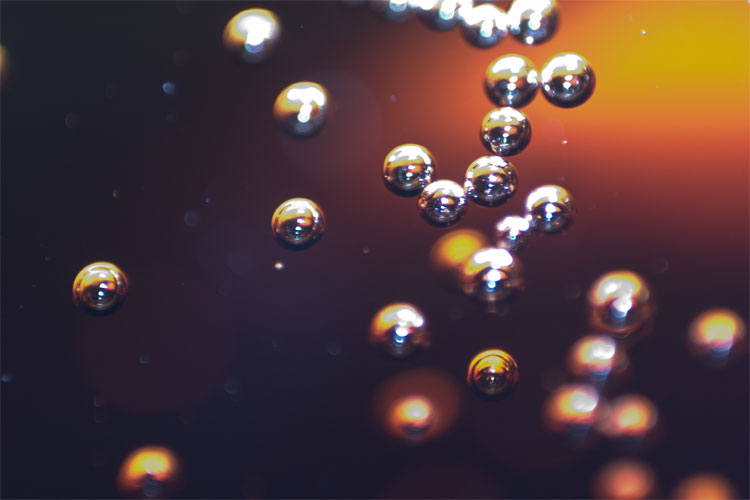
Bombolles d'aire en una beguda carbonatada.

Una bombolla o bambolla és un glòbul de gas d'una substància dins d'una altra, normalment aire dins d'un líquid. A causa de la tensió superficial, les bombolles poden estar intactes quan arriben a la superfície de la substància en què estan immergides.

## Exemples comuns
Les bombolles apareixen en molts llocs a la vida quotidiana, com ara:
- la nucleació espontània de diòxid de carboni supersaturat en una beguda carbonatada
- vapor d'aigua en aigua bullent
- aire mesclat en aigua agitada, com a sota una cascada
- com a escuma marina
- en reaccions químiques; per exemple, hidrogencarbonat de sodi + vinagre
- aire atrapat en vidre durant la manufacturació